# Masako Katsura
Masako Katsura (桂 マサ子, soprannominata Katsy e chiamata anche la prima signora dei biliardi; Tokyo, 1913 – 1995) è stata una giocatrice di biliardo giapponese attiva principalmente negli anni cinquanta.
Nel corso della sua carriera arrivò a piazzarsi tra i migliori giocatori nel mondo del biliardo professionistico, affermandosi in uno sport prevalentemente maschile nella sua epoca.
Imparò a giocare inizialmente da suo cognato, e successivamente sotto la guida del campione giapponese Kinrey Matsuyama. Katsura divenne l'unica giocatrice professionista donna del Giappone. Nelle competizioni tenutesi in Giappone arrivò seconda per tre volte nel campionato nazionale di three-cushion billiards. Nelle esibizioni era famosa per riuscire a conquistare 10.000 punti nelle partite di straight rail.
Dopo aver sposato l'ufficiale statunitense Vernon Greenleaf nel 1950, Katsura emigrò con lui negli Stati Uniti nel 1951, e l'anno successivo fu invitata a giocare nel campionato mondiale di Three-Cushion ospitato dagli Stati Uniti, concludendo questa competizione al settimo posto.
Katsura fu la prima donna in assoluto ad essere inserita in una competizione mondiale di biliardo.
La sua fama si consolidò e partecipò a diverse esibizioni negli Stati Uniti con l'otto volte campione del mondo Welker Cochran e successivamente con il 51 volte campione del mondo Willie Hoppe. Nel 1953 e 1954 gareggiò nuovamente nel campionato mondiale di three-cushion crown, arrivando rispettivamente al quinto e quarto posto.
Negli anni successivi quasi scomparve dalla scena pubblica, partecipò a 30 esibizioni nel 1958, e l'anno seguente si recò ad una settimana di esibizioni con Harold Worst, ma non gareggiò in nessuna competizione del circuito professionista. Nel 1959 apparve due volte in televisione nel programma della rete ABC You Asked for It e una volta nel popolarissimo programma di prima serata della CBS What's My Line?. Katsura tornò alle gare nel 1961 sfidando per il titolo l'allora campione mondiale in carica di Three-Cushion Worste che la sconfisse. In seguito Katsura scomparve dallo sport facendo solo una breve apparizione improvvisata nel 1976. Rientrò in Giappone intorno al 1990 e morì nel 1995.